# Rafia Zakaria
Rafia Zakaria é uma advogada, feminista, jornalista e autora paquistanesa-americana.  Zakaria é colunista do jornal Dawn. Ela escreveu para The Nation, Guardian Books, The New Republic, The Baffler, Boston Review e Al Jazeera.